# Organisation juridictionnelle au Royaume-Uni
L’organisation juridictionnelle britannique est l'organisation des tribunaux nationaux au Royaume-Uni, dans l'ordre juridique interne.
Chacun des trois systèmes juridiques du Royaume-Uni : Angleterre et pays de Galles (English law), Irlande du Nord (Northern Ireland law) et Écosse (Scots law), a sa propre organisation.

## Cour suprême
La cour suprême est la juridiction de dernier recours dans tous les sujets en vertu de loi anglaise, galloise et nord-irlandaise, remplaçant depuis 2009 la Chambre des lords, mais n'a pas l'autorité sur les affaires pénales en Écosse, où la Haute Cour de Justice (High Court of Justiciary) demeure la juridiction de dernier ressort.
Les juges de la Cour suprême sont également des conseillers privés (Privy Counsellors) et reçoivent le titre de Lord ou Lady.
Elle est présidée par le Président de la Cour suprême (President of the Supreme Court), lui-même secondé par le Vice-président de la Cour suprême du Royaume-Uni (Deputy President of the Supreme Court), et elle et composée de plus de dix juges de la Cour suprême (Justices of the Supreme Court).

## Autres cours de justice
Les cours du Royaume-Uni sont séparées en trois juridictions séparées étant donné que le Royaume-Uni ne possède pas de système judiciaire unifié :
- les cours de l'Angleterre et du pays de Galles (Courts of England and Wales)
- les cours de l'Irlande du Nord (Courts of Northern Ireland)
- les cours de l'Écosse (Courts of Scotland)

Cependant, certains domaines bénéficient d'une juridiction unifiée :
- le droit de l'immigration dans tout le Royaume-Uni : tribunal de l'asile et de l'immigration (Asylum and Immigration Tribunal) et commission d'appel spéciale de l'immigration (Special Immigration Appeals Commission)
- le droit du travail en Grande-Bretagne : tribunaux du travail (Employment tribunals) et tribunaux d'appel du travail (Employment Appeal Tribunal)

## Tribunaux
Les tribunaux du Royaume-Uni sont des non-departmental public body, et à leur tête est nommé par le monarque le Président supérieur des tribunaux (Senior President of Tribunals).